# Xylocopa lehmanni
Xylocopa lehmanni är en biart som beskrevs av Heinrich Friese 1903. Xylocopa lehmanni ingår i släktet snickarbin, och familjen långtungebin. Inga underarter finns listade i Catalogue of Life.